# 浙江小百花越剧团
浙江小百花越剧团，经浙江省人民政府批准，正式成立于1984年5月，是中国著名的越剧表演团体之一。

## 主要作品

### 越剧
- 《西厢记》 获得文化部第四届“文华大奖”，中国戏曲学会“金盾奖”，第三届中国戏剧节大奖等奖项。
- 《红丝错》 荣获文化部第五届“文华新剧目奖”
- 《春琴传》 2006年首演
- 《陆游与唐琬》 [2]

### 电影
- 越剧电影《五女拜寿》 曾荣获中国电影“金鸡奖”、“百花奖·最佳戏曲片奖”等奖项。

## 著名人物

### 演员
剧团著名演员有茅威涛、何英、方雪雯、董柯娣、何赛飞、夏赛丽、陶慧敏、黄依群、陈辉玲、颜恝、江瑶、何炯华等。

## 引用资料
1. ↑  .   [2009-03-28]. （原始内容存档于2020-06-04）.
2. ↑  .   [2009-03-28]. （原始内容存档于2009-09-06）.